# Saint-Connec
Saint-Connec (tiếng Breton: Sant-Koneg) là một xã của tỉnh Côtes-d'Armor, thuộc vùng Bretagne, tây bắc Pháp.

## Dân số
Người dân ở Saint-Connec được gọi là Saint-Connecois.